# Sony Ericsson Open 2008
Sony Ericsson Open 2008 — профессиональный теннисный турнир, в 24-й раз проводившийся в Ки-Бискейне, Майами на открытых хардовых кортах. Мужской турнир входил в серию ATP Masters, а женский — в серию турниров 1-й категории WTA. Майамский турнир закрывает сезон турниров на харде. Соревнования были проведены на кортах Tennis Center at Crandon Park, с 26 марта по 6 апреля.
Прошлогодними чемпионами являются:
- мужчины одиночки —  Новак Джокович
- женщины одиночки —  Серена Уильямс
- мужчины пары —  Боб Брайан /  Майк Брайан
- женщины пары —  Лиза Реймонд /  Саманта Стосур

## Соревнования

### Мужчины. Одиночный турнир
Николай Давыденко обыграл  Рафаэля Надаля со счётом 6-4, 6-2.
- Давыденко выигрывает свой 1-й в сезоне и 12-й за карьеру титул на соревнованиях тура ассоциации.
- Давыденко в 1-й раз в сезоне и во 2-й раз в карьере побеждает на соревнованиях серии Masters.
- Надаль уступает свой 2-й финал в сезоне и 8-й за карьеру в туре ассоциации.
- Надаль уступает свой 1-й в сезоне и 4-й за карьеру финал на соревнованиях серии Masters.

### Женщины. Одиночный турнир
Серена Уильямс обыграла  Елену Янкович со счётом 6-1, 5-7, 6-3.
- Уильямс выигрывает свой 2й турнир в сезоне и 30й за карьеру в туре ассоциации.
- Янкович уступает свой 1й финал в сезоне и 9й за карьеру на соревнованиях тура ассоциации.

### Мужчины. Парный турнир
Боб Брайан /  Майк Брайан обыграли  Махеша Бхупати /  Марка Ноулза со счётом 6-2, 6-2.
- Братья Брайаны выигрывают свой 1й в сезоне и 45й за карьеру совместный титул на соревнованиях ассоциации.
- Для Майка этот титул становится 47 м на соревнованиях ассоциации.

### Женщины. Парный турнир
Катарина Среботник /  Ай Сугияма обыграли  Кару Блэк /  Лизель Хубер со счётом 7-5, 4-6, [10-3].
- Среботник выигрывает свой 1й титул в сезоне и 17й за карьеру в туре ассоциации.
- Сугияма выигрывает свой 1й титул в сезоне и 35й за карьеру в туре ассоциации.